# Chlorissa rosearia
Chlorissa rosearia là một loài bướm đêm trong họ Geometridae.